# 香港婚後事
《香港婚後事》（英語：Hong Kong Happy Ever After Special），是香港無綫電視清談節目，由劇集《婚後事》主角演員黎諾懿、陳自瑤、賴慰玲、羅天宇主持，與不同嘉賓探討愛情及婚姻話題。節目於2024年4月25日至5月24日逢週四、五22:30-23:05於翡翠台播出。

## 每集內容
| 集數 | 日期    | 人員           |
| ---- | ------- | -------------- |
| 01   | 4月25日 | 羅子溢         |
| 02   | 4月26日 | 曾比特         |
| 03   | 5月2日  | 張振朗、朱敏瀚 |
| 04   | 5月3日  | 連詩雅         |
| 05   | 5月9日  | 單立文、胡蓓蔚 |
| 06   | 5月10日 | 單立文、胡蓓蔚 |
| 07   | 5月16日 | 吳若希         |
| 08   | 5月17日 | 龔慈恩         |
| 09   | 5月23日 | 姚子羚         |
| 10   | 5月24日 | 李丞責         |

## 外部連結
- 無綫電視節目網頁 - 香港婚後事